# Pablo Uranga
Pablo Uranga Díaz de Arcaya (Vitoria, 26 de junio de 1861-San Sebastián, 7 de noviembre de 1934) fue un pintor español.

## Biografía

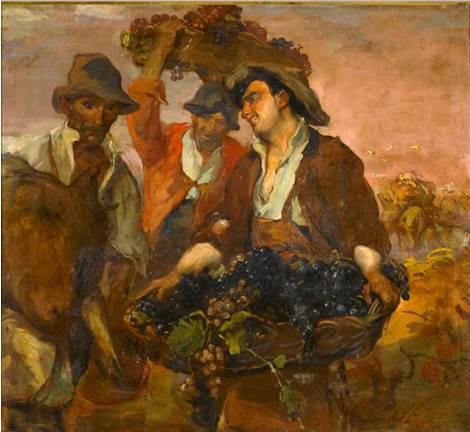
La vendimia, 1907, óleo sobre lino, Briones, Fundación Vivanco.

Fueron sus padres Juana y José, que murieron cuando era un niño. A los 17 años comenzó su carrera en la Escuela de Bellas Artes de Álava, formación que mantuvo hasta el año 1880, cuando se trasladó a Madrid para complementar sus estudios en la Real Academia de Bellas Artes de San Fernando. Posteriormente, e influido por el escultor vallisoletano Paco Durrio, viajó a París, donde mantuvo relación con otros artistas de la época, como Ignacio Zuloaga y Santiago Rusiñol, compartiendo con ambos la vivienda de Santiago Rusiñol en el Quai Bourbon, de la Ile-Saint-Louis, entre otros, y allí realizó su primera exposición en 1897. Rusiñol le describe en sus crónicas publicadas en La Vanguardia bajo el título de «Desde una isla» (1893-1894), publicadas en 1897 con otros artículos bajo el título de «Impresiones de Arte». 
A partir de su estancia en Francia, su obra aparece marcada por el impresionismo, aunque sintió predilección por la escuela clásica española. La temática de su obra es variada, aunque destaca mayoritariamente el retrato, el paisaje y el mundo de la tauromaquia.
A su regreso a España, se trasladó de nuevo al País Vasco, aunque pasó largas temporadas en Segovia junto a Ignacio Zuloaga, en el taller del tío de éste, el ceramista Daniel Zuloaga. Falleció en el barrio de Loyola, en San Sebastián el 7 de noviembre de 1934. Es tío-abuelo de la pintora Teresa Peña.